# Женская сборная Кении по баскетболу 3×3
Женская сборная Кении по баскетболу 3×3 представляет Кению на международных соревнованиях по баскетболу 3×3. Управляющим органом является Федерация баскетбола Кении (англ. Kenya Basketball Association, KBF).
По состоянию на 25 сентября 2024, женская сборная Кении по баскетболу 3×3 занимает 44-е место в мировом рейтинге ФИБА женских сборных по баскетболу 3×3.

## Результаты выступлений
| Турнир           | Золото | Серебро | Бронза | Всего |
| ---------------- | ------ | ------- | ------ | ----- |
| Чемпионат Африки | 1      | 0       | 0      | 1     |
| Африканские игры | —      | —       | —      | —     |
| Игры Содружества | —      | —       | —      | —     |
| Итого            | 1      | 0       | 0      | 1     |

### Чемпионат Африки
| Год          | Место          | Игры           | Победы         | Поражения      | Состав команды                                                                         |
| ------------ | -------------- | -------------- | -------------- | -------------- | -------------------------------------------------------------------------------------- |
| 2017—2018    | не участвовали | не участвовали | не участвовали | не участвовали | не участвовали                                                                         |
| Кампала 2019 | 5              | 3              | 1              | 2              | Christine Akinyi, Natalie Mwangale, Melissa Otieno, Oluoch Taudencia                   |
| Каир 2022    | 6              | 4              | 1              | 3              | Christine Akinyi, Jemimah Night Aloo Omondi, Mary Lisa Omondi, Maryann Nyagaki Wanjiku |
| Каир 2023    | 1              | 6              | 6              | 0              | Hilda Join Luvandwa Indasi, Natalie Mwangale, Madina Okot, Mercy Wanyama               |

### Африканские игры
| Год        | Место          | Игры           | Победы         | Поражения      | Состав команды                                              |
| ---------- | -------------- | -------------- | -------------- | -------------- | ----------------------------------------------------------- |
| Рабат 2019 | 4              | 5              | 2              | 3              | Caroline Nduta, Christine Akinyi, Clara Rotich, Daisy Ayodi |
| 2023       | не участвовали | не участвовали | не участвовали | не участвовали | не участвовали                                              |

### Игры Содружества
| Год            | Место | Игры | Победы | Поражения | Состав команды                                               |
| -------------- | ----- | ---- | ------ | --------- | ------------------------------------------------------------ |
| Бирмингем 2022 | 6     | 4    | 1      | 3         | Victoria Reynolds, Madina Okot, Hilda Indasi, Melissa Otieno |